# Play Game : Holiday
《Play Game : Holiday》(플레이 게임 : 홀리데이)는 대한민국의 걸 그룹 위클리의 네 번째 미니 음반이다. 

## 개요
- 이전 음반 《We play》 이후 5개월 만의 작품이다.
- 멤버 신지윤은 앨범에는 참여하였지만 건강상의 문제로 6인 체제로 활동한다.[1]

## 발매 과정
2021년 7월 15일, 소속사 측은 네 번째 미니 음반 “Play Game : Holiday”의 컴백을 발표하였다. 7월 21일, 공식 SNS을 통해서 단체 티저가 공개되었다. 7월 23일, 수록 내용을 공개하였다. 7월 27일에는 이수진, 먼데이, 지한의 티저 이미지와 영상이 공개되었으며 7월 31일에 신지윤, 박소은, 조아, 이재희의 티저도 공개되었다. 7월 28일, 하이라이트 메들리를 공개되었으며 타이틀 곡은 틱톡을 통해서 선공개되었다.8월 3일, 뮤직 비디오 티저가 공개되었으며 8월 4일에 음원 스트리밍 서비스와 CD 음반으로 발매되었다. 8월 4일 오후 4시, 발매 기념 온라인 간담회를 개최하였다.

## 수록 내용
| #  | 제목                        | 작사                                                         | 작곡                                                      | 편곡 | 재생 시간 |
| -- | --------------------------- | ------------------------------------------------------------ | --------------------------------------------------------- | ---- | --------- |
| 1. | 〈Weekend〉                 | danke Inner Child (MonoTree)                                 | pdly Inner Child (MonoTree)                               |      |           |
| 2. | 〈Check It Out〉            | 조윤경                                                       | Secret Weapon Christian Fast Maria Marcus                 |      |           |
| 3. | 〈Holiday Party〉           | 이스란                                                       | Coach & Sendo, Cazzi Opeia, Ellen Berg                    |      |           |
| 4. | 〈La Luna〉                 | 이스란                                                       | BlueRhythm Frankie Day (THE HUB)                          |      |           |
| 5. | 〈Memories Of Summer Rain〉 | 이현상 (ARTMATIC) Socio Kate (ARTMATIC) Dk Arnold (ARTMATIC) | 이현상 (ARTMATIC) 최지산 (ARTMATIC) XLMT (ARTMATIC) XELOR |      |           |